# Supercoppa tedesca 2024 (pallavolo femminile)
La Supercoppa tedesca 2024, 13ª edizione della Supercoppa nazionale femminile di pallavolo, si è svolta il 22 settembre 2024: al torneo hanno partecipato due squadre di club tedesche e la vittoria finale è andata per la terza volta, la seconda consecutiva, al MTV Stoccarda.

## Formula
La formula ha previsto una gara unica.

## Squadre partecipanti
| Squadra       | Qualificazione                                             |
| ------------- | ---------------------------------------------------------- |
| MTV Stoccarda | Vincitrice Coppa di Germania 2023-24/1. Bundesliga 2023-24 |
| Schweriner    | Finale play-off scudetto 1. Bundesliga 2023-24             |

## Torneo
| 22 settembre 2024 Porsche-Arena, Stoccarda Durata: 1h:57 - Spettatori: 5 786 | MTV Stoccarda | 3 - 1 | Schweriner | 25-27, 27-25, 25-22, 25-16 |